# Monolepta arvensis
Monolepta arvensis es una especie de insecto coleóptero de la familia Chrysomelidae.
Fue descrita científicamente en 1957 por Bryant.